# Europees kampioenschap debatteren voor universiteiten
Het Europees kampioenschap debatteren voor universiteiten, ook wel aangeduid als EUDC of Euros, is het grootste jaarlijkse debattoernooi van Europa. Het toernooi wordt sinds 1999 ieder jaar gehouden (in principe in het voorjaar) en wordt georganiseerd door een universiteit die daartoe een jaar van tevoren aangewezen wordt. De recordhouder is de Universiteit van Oxford, die negen keer heeft gewonnen.

## Geschiedenis
In de eerste jaren werd het toernooi onregelmatig georganiseerd. Het EUDC in de huidige vorm werd voor het eerst georganiseerd in april 1999 in Rotterdam door de Erasmus Debating Society. Waar in 1999 het toernooi nog bestond uit 32 teams, is dit aantal in de loop der jaren gegroeid. In 2010 deden er zo'n 192 teams mee. 
Naast het hoofdtoernooi wordt sinds 1999 een extra klassement opgesteld, bekend als de ESL-competitie (Engels: English as a Second Language - Engels als tweede taal), voor teams waarvan het Engels niet de moedertaal is. Het grootste Nederlandse succes kwam in 2004, toen Jan Rosing en Klaas van Schelven, uitkomend voor de Universiteit Utrecht, het toernooi wonnen. Dit was tot dan toe de enige keer dat het EUDC gewonnen werd door een niet-Brits team.
In 2013 deed schrijfster Sally Rooney mee. In 2020 wonnen Emma Lucas en David Metz, uitkomend voor de Universiteit Leiden, het toernooi. De ESL-competitie werd zes keer (2001, 2003, 2005, 2009, 2012 en 2020) door een Nederlands team gewonnen, waarvan drie keer door een team uitkomend voor de Erasmus Universiteit Rotterdam, en viermaal door een team van de Universiteit Leiden.  In 2024 werd het toernooi in Glasgow gehouden.
In 2015 werd het Israëlitische team tot winnaar uitgeroepen. Ook in 2018 won Israël; in 2022 won Israël de ESL-competitie. In 2022 ging Ierland er met de winst vandoor in de niet-ESL-competitie. In 2018 mochten de winnaars van het Europese kampioenschap tevens deelnemen aan een gelijkaardig opvolgend kampioenschap in Istanbul.

## Opzet
Aan het EK Debatteren voor Universiteiten doen teams van twee personen mee. Alleen teams bestaande uit studenten die aan dezelfde universiteit studeren worden toegelaten. Naast studenten aan Europese universiteiten worden ook studenten uit het Midden-Oosten en Centraal-Azië toegelaten. Debatten tijdens het toernooi worden gehouden in de Brits-parlementaire debatvorm. Tijdens het toernooi, dat bijna een week duurt, nemen alle teams deel aan negen voorrondedebatten. Na de voorrondes wordt bekendgemaakt welke 16 teams de kwartfinales van het hoofdtoernooi en welke 16 teams de kwartfinale van de ESL-competitie halen. In de dagen daarna wordt gedebatteerd in de finalerondes, waarbij tot aan de grote finale per debat twee teams doorgaan naar de volgende ronde, tot er vier teams overblijven die het tegen elkaar gaan opnemen.

## Organisatoren en winnaars
Hieronder volgt een lijst met organiserende universiteiten en winnaars van het kampioenschap:
| Jaar      | Aantal deelnemende teams | Organisator                                | Winnaars                     | Winnaars ESL                                  |
| 2024      | 185                      | Universiteit van Glasgow                   | Universiteit van Dublin      | Universiteit van Zagreb                       |
| 2023      | 158                      | Universiteit van Sofia                     | Universiteit van Sofia       | Universiteit voor Nationale en Wereldeconomie |
| 2022      | 153                      | Universiteit van Zagreb                    | Universiteit van Dublin      | Universiteit van Tel Aviv                     |
| 2021      | 136                      | Madrid                                     | Universiteit van Oxford      | Universiteit van Ljubljana                    |
| 2020      | 168                      | Astana Debate Union                        | Universiteit Leiden          | Universiteit Leiden                           |
| 2019      |                          | Universiteit van Athene                    | Universiteit van Cambridge   | Universiteit van Zagreb                       |
| 2018      | 193                      | Universiteit van Novi Sad                  | Universiteit van Tel Aviv    | Universiteit van Tel Aviv                     |
| 2017      |                          | Universiteit van Tallinn                   | Universiteit van Glasgow     | Universiteit van Tel Aviv                     |
| 2016      | 230                      | Universiteit van Warschau                  | PEP Belgrado                 | Universiteit van Tel Aviv                     |
| 2015      | 217                      | Universiteit van Wenen                     | Universiteit van St Andrews  | Universiteit van Tel Aviv                     |
| 2014      |                          | Universiteit van Zagreb                    | Universiteit van Sheffield   | Universiteit van Belgrado                     |
| 2013      | 216                      | Universiteit van Manchester                | Universiteit van Cambridge   | Universiteit van Lund                         |
| 2012      | 211                      | Universiteit van Belgrado                  | BPP University College       | Universiteit Leiden                           |
| 2011      | 180                      | Nationale Universiteit van Ierland, Galway | Universiteit van Oxford      | Universiteit van Tel Aviv                     |
| 2010      | 192                      | Vrije Universiteit Amsterdam               | King's Inns Society          | Universiteit van Ljubljana                    |
| 2009      | 164                      | Universiteit van Newcastle upon Tyne       | Universiteit van Oxford      | Universiteit Leiden                           |
| 2008      | 152                      | Universiteit van Tallinn                   | Universiteit van Oxford      | Universiteit Babes Bolyai                     |
| 2007      | 168                      | Koç University                             | Universiteit van Cambridge   | Universiteit van Tallinn                      |
| 2006      | 164                      | Berlin Debating Union                      | Universiteit van Oxford      | Rheinische Friedrich-Wilhelms-Universität     |
| 2005      | 112                      | University College Cork                    | Universiteit van Durham      | Erasmus Universiteit Rotterdam                |
| 2004      | 72                       | Universiteit van Durham                    | Universiteit Utrecht         | Interdisciplinary Center                      |
| 2003      | 100                      | Universiteit van Zagreb                    | Universiteit van Bristol     | Erasmus Universiteit Rotterdam                |
| 2002      | 40                       | Universiteit van Haifa                     | Universiteit van Oxford      | Hebreeuwse Universiteit van Jeruzalem         |
| 2001      | 64                       | Universiteit van Ljubljana                 | Inner Temple                 | Erasmus Universiteit Rotterdam                |
| 2000      | 64                       | Universiteit van Aberdeen                  | Universiteit van Oxford      | Universiteit van Tartu                        |
| 1999      | 32                       | Erasmus Universiteit Rotterdam             | Universiteit van Oxford      | Deree College                                 |
| 1994-1998 |                          | Niet gehouden                              |                              |                                               |
| 1993      |                          | Deree College                              | Universiteit van Bristol     |                                               |
| 1992      |                          | Universiteit Leiden                        | Universiteit van Oxford      |                                               |
| 1991      |                          | Universiteit van Kopenhagen                | Universiteit van Oxford      |                                               |
| 1988-1990 |                          | Niet gehouden                              |                              |                                               |
| 1987      |                          | Onbekend                                   | Onbekend                     |                                               |
| 1986      |                          | Onbekend                                   | Universiteit van Strathclyde |                                               |